# Ekko (film)
 For alternative betydninger, se Ekko (flertydig). (Se også artikler, som begynder med Ekko)
Ekko er en dansk spillefilm fra 2007, der er instrueret af Anders Morgenthaler efter manuskript af ham selv og Mette Heeno.

## Handling
Da Simon mister forældremyndigheden til sin dreng Louie bliver han desperat og vælger at kidnappe ham. Han "låner" et sommerhus, hvor de skal have det rigtig hyggeligt, men det bliver ikke helt som Simon havde planlagt. Han indhentes af fortidens spøgelser og tvinges til at konfrontere sig selv og sin formåen som far.

## Medvirkende
- Kim Bodnia - Simon
- Villads Milthers Fritsche - Louie
- Stine Fischer Christensen - Angelique
- Peter Stormare - Simons far
- Lucas Munk Billing - Simon som dreng
- Søren Hauch-Fausbøll - Butiksbestyrer
- Sarah Gottlieb - Merete
- Kim Hjort Jeppesen - Kim
- Morten Christensen - Lars
- Laura Drasbæk - Mor
- Mikkel Emil Böye - Dreng